# Route nationale 515
Pour les articles homonymes, voir Route 515.
 (février 2025).
Si vous disposez d'ouvrages ou d'articles de référence ou si vous connaissez des sites web de qualité traitant du thème abordé ici, merci de compléter l'article en donnant les références utiles à sa vérifiabilité et en les liant à la section « Notes et références ».

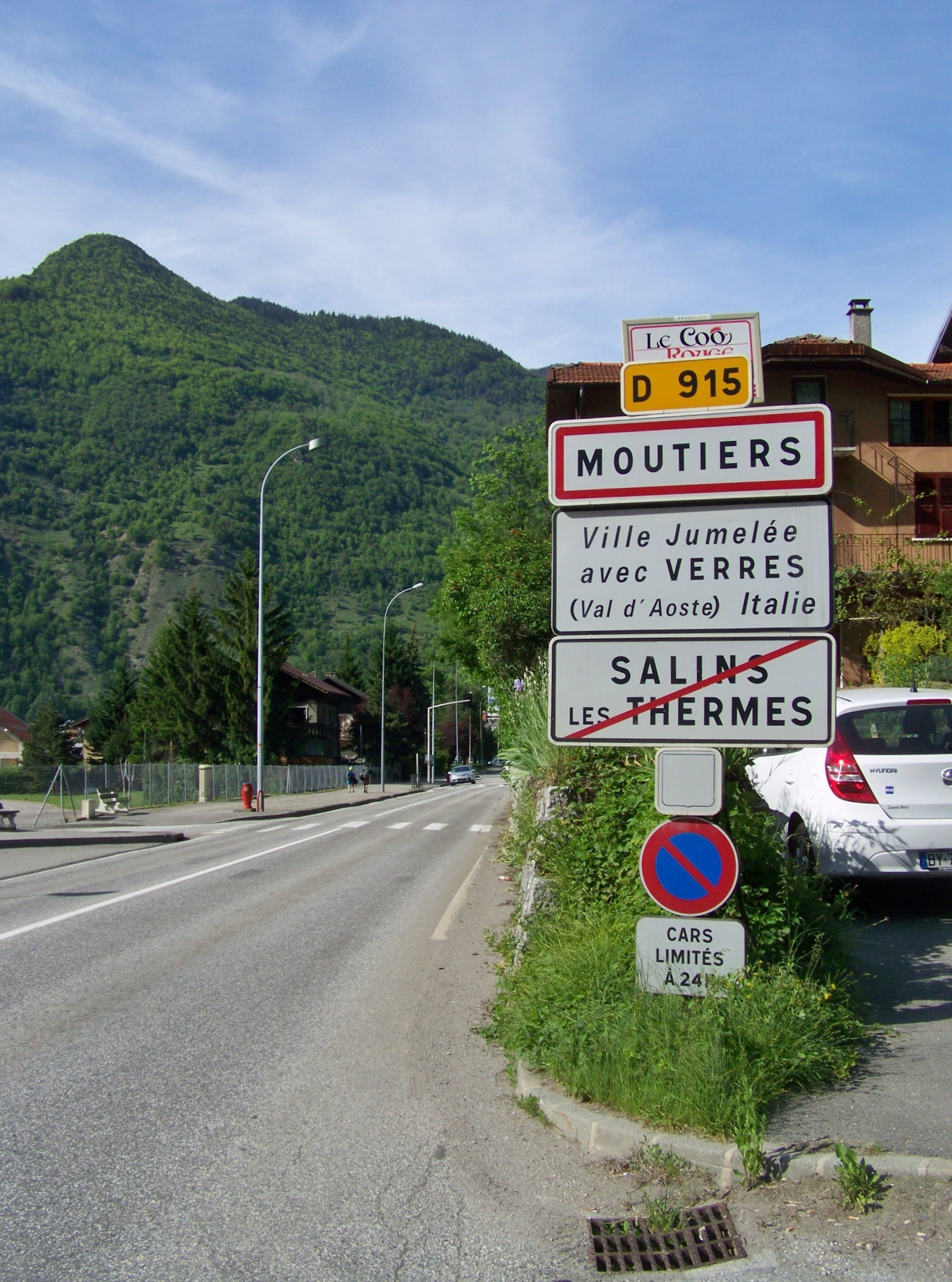
Entrée à Moûtiers de la RD 915.

Actuellement, la route nationale 515 ou RN 515 est une route nationale française reliant l'échangeur 6 de l'autoroute A 15 à la RD 14 (ex-RN 14), sur la commune de Saint-Ouen-l'Aumône.
Avant la réforme de 1972, la RN 515 reliait Moûtiers à Pralognan-la-Vanoise. Elle a été déclassée en RD 915.

## Ancien tracé de Moûtiers à Pralognan-la-Vanoise (D 915)
- Moûtiers
- Salins-les-Thermes
- Brides-les-Bains
- La Perrière
- Bozel
- Planay
- Pralognan-la-Vanoise